# Jope Seniloli
Ratu Jope Naucabalavu Seniloli (nascido em 14 de junho de 1939 e falecido em 28 de junho de 2015 em Suva) foi um jogador de rugby e posteriormente político fijiano, vice-presidente da República de 2001 a 2004 antes de ser condenado por traição. Também foi um chefe tradicional autóctone da ilha de Bau.

## Biografia
Foi um membro da equipe fijiana de Rugby Union na década de 1960 e início de 1970. Assim, representou seu país durante uma turnê pela Europa em 1964 e Austrália em 1969. Também foi professor por trinta e três anos.
Em maio de 2000, o empresário George Speight, à frente de uma milícia privada, derrubou o governo do primeiro-ministro Mahendra Chaudhry. Speight invoca a supremacia dos interesses da população nativa e recusa que um indo-fijiano esteja à frente do governo. Seniloli apoia este golpe de Estado racista. A pedido de Speight, ele se proclama ilegalmente Presidente da República e nomeia um governo igualmente ilegal com Speight como 'Primeiro-Ministro'. A intervenção do exército permite a prisão de George Speight por traição e o retorno à democracia. Em 25 de março de 2001, Seniloli foi nomeado vice-presidente da República pelo Grande Conselho de Chefes, após consulta ao governo nacionalista autóctone do primeiro-ministro Laisenia Qarase e para satisfazer os ainda influentes apoiadores do golpe de 2000.
Como vice-presidente, sob a presidência de Ratu Josefa Iloilo, Seniloli tem apenas funções simbólicas. Em 6 de agosto de 2004, a Suprema Corte o condena por traição por auxiliar o golpe de Estado e o sentencia a quatro anos de prisão. Ele inicia sua sentença, mas continua a ser vice-presidente em exercício. Em novembro, o procurador-geral Qoriniasi Bale decide sobre sua libertação, oficialmente por motivos de saúde, pois sofre de hipertensão. O Partido Trabalhista condena esta libertação, pois Seniloli cumpriu apenas três meses de prisão. Em 29 de novembro, Seniloli concordou em renunciar à vice-presidência, a pedido do chefe das Forças Armadas, Frank Bainimarama. Ratu Joni Madraiwiwi é nomeado para sucedê-lo. Em 2007, o Supremo Tribunal julgou que a decisão de Bale de libertar Seniloli tinha sido 'partidária', mas não a invalidou.
Seniloli morreu em sua casa em 28 de junho de 2015. Ele foi sepultado na ilha de Bau em 7 de julho.